# USS Goldring (SS-360)
USS Goldring (SS-360) miał być okrętem podwodnym typu Balao, jedynym okrętem United States Navy, którego nazwa pochodzi od ryby żyjącej w rzece Missisipi. Jego budowa została przerwana 29 lipca 1944, po położeniu stępki.